# Oliver Queen (Universo Arrow)
Oliver Queen, também conhecido por seu alter ego Arqueiro Verde, é um personagens fictício da franquia do Universo Arrow da The CW, apresentado pela primeira vez no episódio piloto de 2012 da série de televisão Arrow. É baseado no personagem da DC Comics de mesmo nome, criado por Mort Weisinger e George Papp e foi adaptado para a televisão em 2012 por Greg Berlanti, Marc Guggenheim e Andrew Kreisberg. Oliver Queen tem sido continuamente retratado por Stephen Amell, com Jacob Hoppenbrouwer interpretando um jovem Oliver.
Na série, Oliver, um playboy bilionário, que afirmou ter passado cinco anos naufragado em Lian Yu, uma ilha misteriosa no Mar no Norte da China, retorna para casa em Starling City (mais tarde renomeada como "Star City") para combater o crime e a corrupção como um vigilante secreto cuja arma de escolha é um arco e flecha. Durante a primeira temporada, Oliver se concentra em uma lista, escrita por seu pai, de alvos que estão se aproveitando dos cidadãos. As temporadas subsequentes o colocam se aventurando em todas as atividades criminosas, e ele deixa de estar disposto a matar para ter uma regra contra todas as mortes como meio de parar os agressores. Em Arrow, Oliver é conhecido durante a primeira temporada como "O Capuz", mas abandona essa persona assim que jura parar de matar e começa a usar um novo nome "Arqueiro". Ele não assume o nome de "Arqueiro Verde" até a quarta temporada, quando Roy Harper confessou publicamente ser o "Arqueiro" para proteger Oliver. Ele é amigo e aliado frequente do super-herói de Central City, o Flash, Canário Branco, a líder da equipe de super-heróis Lendas e da super-heroína kryptoniana Supergirl do universo paralelo da Terra-38.
Amell apareceu como Oliver Queen e seu personagem vigilante em crossovers na série de televisão The Flash, Legends of Tomorrow, Supergirl e na websérie animada, Vixen, tudo ambientado no Universo Arrow. O personagem também apareceu em vários quadrinhos e livros, além de dois videogames. Amell recebeu elogios da crítica por sua interpretação de Oliver Queen e foi indicado a vários prêmios por seu desempenho, incluindo o People's Choice e Leo Awards.

## Enredo

### Arrow

#### 1.ª temporada
Oliver Queen aparece pela primeira vez no episódio piloto de Arrow. Ele é descoberto na ilha deserta de Lian Yu por pescadores, tendo naufragado lá cinco anos antes pela destruição do iate de sua família, o Queen's Gambit, no qual ele estava com seu pai Robert Queen (Jamey Sheridan) e Sara Lance (Jacqueline MacInnes Wood), que não sobreviveu. Oliver retorna a Starling City e é recebido por sua mãe Moira (Susanna Thompson), sua irmã Thea (Willa Holland), seu melhor amigo Tommy Merlyn (Colin Donnell) e a ex-namorada Laurel Lance (Katie Cassidy). Desconhecido para seus amigos e família, Oliver voltou para Starling City para realizar um plano de redenção para seu pai, que Oliver acredita ter falhado em fazer tudo o que podia para ajudar os cidadãos de Starling City. A primeira temporada foca em Oliver se reajustando à vida durante o dia e passando suas noites vestido como um vigilante encapuzado. Como sua persona vigilante, Oliver carrega um arco e vários tipos de flechas especiais e atua como juiz, júri e, se necessário, executor para os ricos que usaram seu dinheiro e poder para tirar vantagem e ferir os cidadãos de Starling City, e em o processo se enredou em conflitos com alguns dos criminosos da cidade, incluindo o líder da Tríade China White (Kelly Hu) e o traficante O Conde (Seth Gabel).
Nos episódios "Lone Gunmen" e "The Odyssey", Oliver é forçado a revelar sua identidade a seu guarda-costas John Diggle (David Ramsey) e à especialista em TI da Queen Consolidated Felicity Smoak (Emily Bett Rickards). Posteriormente, cada um se junta a Oliver em sua missão para salvar Starling City de um grupo misterioso que está determinado a destruir as Glades, uma área de Starling City repleta de crimes e desprivilegiados. Por fim, Oliver descobre que o líder do grupo é o pai de Tommy, Malcolm Merlyn (John Barrowman), que também é responsável pela sabotagem do iate da família de Oliver e, portanto, pela morte de seu próprio pai, o que leva Oliver e o Malcolm Merlyn a se tornarem inimigos. A primeira temporada também traz flashbacks da época de Oliver em Lian Yu e os habitantes que ele encontrou enquanto estava lá. Na primeira temporada, Oliver conhece Yao Fei (Byron Mann) e Slade Wilson (Manu Bennett), que ensinam Oliver a sobreviver na ilha, treinando-o para lutar e usar um arco, enquanto trama para impedir Edward Fyers (Sebastian Dunn) de retirando um avião comercial chinês.

#### 2.ª temporada
Na segunda temporada, Oliver é inicialmente encontrado de volta à ilha, tendo retornado como penitência pelo que ele vê como uma responsabilidade pessoal pela destruição de Glades e pela perda de seu melhor amigo. Ele finalmente retorna para salvar a empresa de sua família e decide que precisa honrar seu amigo parando o crime na cidade sem matar. Oliver passa a segunda temporada sendo assediado por Slade Wilson, que sobreviveu a Lian Yu e chega em Starling City determinado a fazer Oliver sofrer como ele sofreu na ilha. No final da temporada, Oliver perdeu sua companhia para Slade e deve enfrentar um exército de soldados com força sobre-humana que estão determinados a destruir Starling City sob as ordens de Slade. Oliver e seus amigos - que agora incluem a assassina treinada Sara Lance (Caity Lotz), um aspirante a vigilante chamado Roy Harper (Colton Haynes) e membros da Liga dos Assassinos - são capazes de parar o exército e Slade. Os flashbacks da segunda temporada focaram na deterioração do relacionamento entre Oliver e Slade, a descoberta de uma fórmula que pode criar superforça e quase invulnerabilidade chamada Mirakuru, e um grupo de prisioneiros sendo experimentados perto da costa da ilha.

#### 3.ª temporada
Na terceira temporada, Oliver é levado a um confronto com Ra's al Ghul (Matthew Nable) após a morte de Sara. A fim de proteger sua irmã, que havia sido drogada e coagida por Malcolm a matar Sara, Oliver reivindica a responsabilidade pelo assassinato e desafia Ra's em um julgamento de combate. Depois de sobreviver à espada de Ra's al Ghul, ele é perseguido por Ra's para se tornar o novo líder da Liga. Depois que Ra's fere mortalmente Thea, Oliver aceita sua oferta para que ele possa usar o Poço de Lázaro para salvar Thea. Em "Al Sah-him", Oliver aparece em Starling City para matar Nyssa al Ghul (Katrina Law), que também reivindica o título de "Herdeiro do Demônio", onde é revelado que ele sofreu uma lavagem cerebral por Ra's para renunciar a todos coisas "Oliver Queen". Em "This Is Your Sword", é mostrado que Oliver está na verdade mentindo para Ra's e planejando destruir a Liga por dentro. O final da terceira temporada apresenta Oliver matando Ra's e, posteriormente, desistindo de ser um herói para Starling City e partindo para ter uma nova vida com Felicity. Ao longo da temporada, Laurel e Thea assumem os papéis de Sara e Roy na equipe. Flashbacks da terceira temporada focaram em Oliver morando em Hong Kong e treinando com Amanda Waller (Cynthia Addai-Robinson) e seus subordinados.

#### 4.ª temporada
Na quarta temporada, após se aposentar do vigilantismo, Oliver viveu uma vida feliz com Felicity Smoak em Ivy Town, até que Thea e Laurel o abordaram, dizendo que precisam dele de volta na recém-rebatizada Star City, que foi dominada por "Fantasmas" Ele eventualmente descobre que o cérebro é o líder da C.O.L.M.É.I.A., Damien Darhk (Neal McDonough), e se torna inimigo de Darhk como ele mesmo e seu alter ego vigilante. Como a persona "Arqueiro" foi manchada, Oliver agora atende pelo codinome "Arqueiro Verde" enquanto se torna um vigilante mais uma vez, mas como um símbolo de esperança para a cidade, gradualmente recuperando a confiança de Diggle. Oliver também decide se candidatar a prefeito de Star City. Durante esse tempo, Oliver descobre que é o pai biológico de uma criança de nove anos chamada William (Jack Moore), com Samantha Clayton (Anna Hopkins), uma colega de faculdade com quem Oliver teve uma noite durante seu relacionamento com Laurel. Esta descoberta complica seu relacionamento com Felicity e seu dever como Arqueiro Verde, além de ameaçar sua campanha para prefeito. Após os ataques subsequentes de Darhk deixando Felicity permanentemente paraplégica, seu filho foi sequestrado e Laurel foi morta, levando Oliver a aproveitar a oportunidade para matar Darhk quando ela surgir, enquanto sua equipe ajuda a evitar os planos de Darhk para um holocausto nuclear. Os flashbacks da quarta temporada focam no retorno de Oliver para Lian Yu sob as ordens de Amanda Waller de se infiltrar na misteriosa organização Shadowspire.

#### 5.ª temporada
Na quinta temporada, Oliver recruta uma equipe de vigilantes para ajudar a equilibrar sua vida dupla como Arqueiro Verde e prefeito de Star City. Ele também é perseguido por um arqueiro misterioso, Prometheus (Josh Segarra), que tem uma ligação problemática com seu passado como o Arqueiro. Mais tarde, Oliver descobre que Prometheus é alguém próximo a ele. Oliver também está enfrentando a possibilidade de que sua vida possa ter sido afetada inadvertidamente pelas ações de viagem no tempo de seu amigo e aliado Barry Allen (Grant Gustin). Os flashbacks da temporada exploram o tempo de Oliver na Rússia, onde ele se junta aos Bratva como parte de uma trama de assassinato contra Konstantin Kovar (Dolph Lundgren) e explorando a fraternidade criminosa no processo. Lá, ele conhece e é treinado por uma das filhas de Ra's al Ghul, Talia al Ghul (Lexa Doig), como uma arqueira encapuzada, antes de finalmente retornar a Lian Yu e, posteriormente, à cidade de Starling.

#### 6.ª temporada
Na sexta temporada, depois que uma série de batalhas com Prometheus levou à morte de Samantha, Oliver luta para criar William sozinho e tenta ter um relacionamento com seu filho. Depois que ele e Felicity reacenderam seu romance, eles se casaram em Central City com Barry Allen e Iris West (Candice Patton). Oliver também desenvolve uma rivalidade com o hacktivista Cayden James (Michael Emerson) e sua cabala, e também descobre que Ricardo Diaz (Kirk Acevedo) os está manipulando para lutar um contra o outro antes de lutar contra o próprio Oliver após matar James. No final da temporada, Oliver é forçado a se entregar ao FBI em troca de sua ajuda contra Diaz, revelando ao mundo que ele é o Arqueiro Verde no processo.

#### 7.ª temporada
Na sétima temporada, Oliver tenta reduzir sua sentença por bom comportamento na esperança de voltar para sua família, mas é complicado por alguns de seus antigos inimigos que estão presos com ele e, além disso, alguns presidiários que trabalham para Diaz. Ele descobre que há outro arqueiro vigilante em Star City, que a mídia chama de o novo Arqueiro Verde. Através das notícias, Oliver descobre que as habilidades e táticas do vigilante combinam com as suas. Sem o conhecimento de Oliver, o vigilante é na verdade sua desconhecida meia-irmã paterna Emiko (Sea Shimooka), que foi concebida do caso extraconjugal de seu pai com uma mulher chamada Kazumi Adachi. Quando Ricardo Diaz é capturado, Oliver é libertado da prisão e deputado pelo Departamento de Polícia de Star City e volta a lutar contra o crime como o Arqueiro Verde, agora lutando sem máscara e capuz. Eventualmente, Emiko é revelada como a líder de uma organização criminosa chamada Nono Círculo, que busca destruir o legado de Oliver. No final da temporada, a equipe Arrow frustrou o plano do Nono Círculo e Oliver fez as pazes com Emiko antes de sua morte. Oliver e Felicity deixam Star City para se esconder do Nono Círculo. Depois que Felicity dá à luz uma menina chamada Mia (Katherine McNamara), ela e Oliver são confrontados pelo Monitor (LaMonica Garrett), que anteriormente fez um acordo com Oliver para salvar as vidas de Barry e Kara Danvers (Melissa Benoist) em troca de sua ajuda na crise iminente que ameaça o multiverso. Oliver sai com o Monitor, apesar de saber que não retornará da calamidade. Os flash-forwards da temporada se concentram nos filhos de alguns dos ex-membros da Time Arrow, como William (Ben Lewis) e Mia (Katherine McNamara), os filhos de Oliver e Felicity, o filho adotivo de Diggle, Connor Hawke, e a filha de Rene Ramirez, Zoe, na idade adulta enquanto eles lutam contra uma empresa chamada Galaxy One.

#### 8.ª temporada
Na temporada final, Oliver trabalha com Mar Novu para evitar uma crise iminente após um acordo que ele fez com Oliver para salvar as vidas de Barry Allen e Kara Danvers. Para sua primeira missão, Novu leva Oliver para a Terra-2 para recuperar partículas de estrelas anãs de Tommy Merlyn, que é o Arqueiro das Trevas daquela Terra, com a ajuda de Laurel e do Arqueiro Verde da Terra 2, Adrian Chase. Oliver tem sucesso em sua missão, apenas para testemunhar a destruição da Terra-2 com Laurel como sua única sobrevivente.
Depois que Diggle e Tatsu o ajudaram a colocar um cientista chamado Dr. Robert Wong em A.R.G.U.S. custódia, Oliver se reúne com Thea e Talia quando viaja para Nanda Parbat, onde descobre que Novu pode estar causando a crise ao invés de evitá-la. Ele é então levado de volta ao bunker, onde conhece as futuras versões de seus filhos Mia e William, assim como Connor Hawke, o futuro filho adotivo de John. Oliver decide se relacionar com os futuros Mia e William, pois espera que não supere a crise, chocado ao saber que os filhos dele e de seus amigos estão em guerra um com o outro no futuro, e a filha de Rene, Zoe, é morta pelo filho de Diggle, J.J. durante o conflito. Oliver e sua equipe são capazes de reunir os recursos para tentar se opor à destruição prevista do Monitor, mas Oliver é eventualmente morto na hora de abertura da Crise quando ele se sacrifica para ajudar os residentes da Terra-38 a evacuarem protegendo uma torre que é segurando a destruição da anti-matéria. Mia e Sara tentam reanimá-lo com um Poço de Lázaro, mas só conseguem restaurar seu corpo sem recuperar sua alma. John Constantine leva John Diggle e Mia para a Terra-666 para receber um favor de Lúcifer para tentar recuperar a alma de Oliver do Purgatório, mas antes que ele possa ser trazido de volta ao corpo, Oliver é 'recrutado' por Jim Corrigan para se tornar o hospedeiro da poderosa entidade conhecida como Spectre. Tendo contatado os sete Paragons sobreviventes do multiverso (Barry, Sara, Kara, J'onn J'onzz, Kate Kane / Batwoman, Ryan Choi e Lex Luthor), Oliver é capaz de conduzi-los a uma posição onde eles podem confrontar o As forças do Anti-Monitor enquanto ele enfrenta o próprio vilão e desencadeia a reconstrução do universo à custa de sua própria vida. O episódio final de "Crisis" mostra os heróis montando uma equipe do Crisis para responder a ameaças futuras de uma maneira mais preventiva, precedida por uma transmissão de notícias onde o presidente pede ao mundo que homenageie Oliver por seu sacrifício. O episódio final de "Arrow" descreve o funeral de Oliver, com a presença de Barry, Kara e todos os amigos e familiares de Oliver, incluindo a Moira Queen e Quentin Lance ressuscitados (Thea e Moira especulam que Oliver não restaurou seu pai à vida como A vida de Robert teria afetado a capacidade de Oliver de se tornar um herói). Na conclusão do episódio, ambientado em 2040, o Monitor traz Felicity para uma dimensão compacta, onde ela pode estar com Oliver para sempre em uma versão da vida após a morte.

### Crossovers
A partir de 2019 Amell apareceu como Oliver Queen em seis shows do Universo Arrow, Arrow, Batwoman, The Flash, Legends of Tomorrow, Vixen e Supergirl, tendo aparecido em todas as temporadas de Arrow (8 temporadas), The Flash (6 temporadas) e Vixen ( 2 temporadas). Ele também apareceu em 3 temporadas de Legends of Tomorrow, 3 temporadas de Supergirl e na primeira temporada de Batwoman.
Na temporada de televisão de 2014-15, ele fez sua primeira aparição cruzada como a persona vigilante de Oliver no episódio piloto de The Flash, dando a Barry Allen alguns conselhos sobre como se tornar um herói. Depois disso, ele apareceu no oitavo episódio do Flash, intitulado "Flash vs. Arrow", onde ele aprende sobre metahumanos e é forçado a lutar contra Barry depois que este último sofre uma lavagem cerebral química para se tornar volátil e fisicamente agressivo. Oliver também apareceu no 22º episódio de The Flash, "Rogue Air", ajudando Barry e Nuclear, Ronnie Raymond (Robbie Amell) e Martin Stein (Victor Garber), a derrotar o Flash Reverso (Tom Cavanagh).
Na temporada de televisão 2015-16, ele dublou o personagem na primeira temporada da websérie animada Vixen, na qual ele e Barry rastreiam Mari McCabe (Megalyn Echikunwoke), a portadora do totem Tantu que se torna a vigilante mística Vixen, e se torna seus aliados. Oliver mais tarde apareceu em um crossover de duas partes abrangendo o episódio da segunda temporada de The Flash "Legends of Today" e o episódio da quarta temporada de Arrow "Legends of Yesterday", com as respectivas equipes dele e de Barry trabalhando juntas para impedir Vandal Savage (Casper Crump). Ele aparece brevemente no episódio piloto de Legends of Tomorrow, aconselhando  Ray Palmer (Brandon Routh) sobre se juntar à missão de viagem no tempo de Rip Hunter (Arthur Darvill). Oliver aparece mais uma vez em Legends of Tomorrow, em seu sexto episódio "Star City 2046", como uma possível versão 2046 do personagem. Esta versão tem cavanhaque e está sem o braço esquerdo com uma prótese cibernética, um aceno para o retrato do personagem em The Dark Knight Returns e The Dark Knight Strikes Again.
Em maio de 2015, Amell revelou que teve discussões com a DC Entertainment para retratar o personagem em Constantine, um show que inicialmente não foi descrito como existente no universo compartilhado criado pela série da The CW, dizendo: "A razão pela qual eu iria ser estrela convidada de Constantine, pelo menos a ideia que estávamos lançando era (de que Constantine era) um especialista quando se trata do Poço de Lázaro, que agora é algo que faz parte e continuará a fazer parte de Arrow". Amell afirmou que, embora Constantine não tenha sido renovado para uma segunda temporada na NBC, um crossover "estava e ainda está na mesa". Em agosto de 2015, foi confirmado que Matt Ryan, que interpretou Constantine, apareceria em Arrow no episódio da quarta temporada "Haunted", por um acordo "uma-única-vez". Isso preparou o terreno para Constantine se tornar parte do elenco de Legends of Tomorrow na quarta temporada do show.
Na temporada de televisão de 2016-17, ele apareceu em todos os 3 episódios de "Invasion!" de Arrow, The Flash e Legends of Tomorrow, onde os Dominadores atacam a Terra e os vários heróis devem se unir para combatê-los, forçando Oliver a enfrentar seu papel como o catalisador indireto da era moderna dos heróis enquanto ajuda Barry Allen a coordenar as defesas metahumanas da Terra. Ele também dublou o personagem para a segunda temporada de Vixen. Oliver também aparece na estréia da segunda temporada de Legends of Tomorrow, em que auxilia Nate Heywood (Nick Zano) a rastrear o Waverider, onde eles descobrem Mick Rory (Dominic Purcell) em êxtase após um confronto com Damien Dahrk no ano de 1942 , o que resultou na separação de Rip Hunter e as Lendas, com exceção de Rory, que informa Oliver e Nate sobre o que aconteceu.
Na temporada de televisão de 2017-18, ele apareceu em todos os 4 episódios de "Crisis on Earth-X" de Arrow, The Flash, Legends of Tomorrow e Supergirl, onde Oliver e Sara lideram os heróis de seu mundo, Terra-38, e Terra-X para lutar contra os invasores da Terra-X governada pelos nazistas. Oliver enfrenta seu doppelgänger Arqueiro Negro (também retratado por Amell quando desmascarado), a quem Oliver está determinado a matar, depois de descobrir a vilania de sua contraparte e o status de líder do Reich.
Na temporada de televisão de 2018-1919, ele apareceu em todos os 3 episódios de "Elseworlds" de Arrow, The Flash e Supergirl, no qual Oliver e Barry trocam temporariamente de identidade e poderes devido à manipulação do psiquiatra John Deegan, que recebeu o Livro do Destino do poderoso Monitor como parte de um teste.
Na temporada de televisão de 2019-20, no crossover "Crisis on Infinite Earths", Oliver se sacrifica tentando salvar o povo da Terra-38. Na vida após a morte, seu espírito escolhe se tornar o Espectro ao invés de ser ressuscitado, a fim de obter o poder necessário para derrotar o Anti-Monitor. Durante a batalha que se seguiu, Oliver usa seus poderes para recriar o multiverso, resultando na Terra-1, Terra-38 e a Terra-TUD5, onde a série de televisão Black Lightning está sendo criada para se fundir com a Terra-Prime. Embora Oliver tenha morrido pela segunda vez como resultado, seus amigos e aliados continuam a defender a Terra-Prime em sua memória.

### Apelidos
Oliver Queen tinha vários apelidos antes de ser conhecido como "Arqueiro Verde". Seu primeiro apelido em Star City foi "O Capuz", usado pela primeira vez no episódio da primeira temporada "Lone Gunmen". Este pseudônimo está associado à sua personalidade vigilante até "Broken Dolls", quando Quentin Lance (Paul Blackthorne) começa a usar "O Arqueiro" como seu novo nome. Quando Oliver se junta à Liga dos Assassinos, Ra's al Ghul dá a ele seu nome de Liga, السهم (Al Sah-him). Seu apelido final e atual é "Arqueiro Verde", que ele adotou ao retornar para Star City, já que Roy Harper já havia confessado ser "o Arqueiro" para protegê-lo. Enquanto na Rússia, embora não tenha sido usado por ele para se identificar, ele era conhecido por outros como Luchnik e Kapiushon. Durante seu tempo na prisão, ele recebeu o número de prisão de "Prisioneiro 4587". Após sua morte e ressurreição, ele treinou com Jim Corrigan no Purgatório e se tornou um ser celestial conhecido como o Espectro, que ajudaria os Parágons a escapar do Ponto de Fuga e se sacrificaria para usar seus novos poderes para derrotar o Anti-Monitor em combate no Amanhecer do Tempo e criar a Terra-Prime, consolidando os programas de super-heróis da The CW em uma Terra. O espírito de Oliver mais tarde passaria a residir em um plano transcendental de existência através do qual um Mar Novu ressuscitado o reuniu com Felicity Smoak no final da série.

### Terras Alternativas

#### Oliver Queen (Terra-2)
No episódio da 2ª temporada de The Flash, "Enter Zoom", é revelado por meio de imagens de vídeo da Terra-2 que o Oliver Queen daquela Terra morreu quando o Queen's Gambit afundou, e que seu pai, Robert Queen, sobreviveu e foi embora para se tornar um vigilante conhecido como 'O Capuz'. No primeiro episódio da temporada final de Arrow, Adrian Chase tornou-se a versão do Arquiero para a Terra-2.

#### Oliver Queen / Arqueiro Verde (Terra-16)
No episódio da primeira temporada de Legends of Tomorrow, "Star City 2046", as Lendas chegam em uma versão futura de Star City no ano de 2046, que mais tarde foi revelado estar na Terra-16. Eles conhecem um Oliver Queen mais velho que lutou contra Grant Wilson, filho de Slade, que assumiu o manto de Deathstroke. Wilson derrotou Oliver e cortou seu braço esquerdo, e eventualmente devastou a cidade inteira. Oliver substituiu seu braço por um braço cibernético e, de tristeza, desapareceu do público e se escondeu em seu bunker.

#### Arqueiro Negro (Terra-X)
Durante o evento crossover "Crisis on Earth-X", ambientado na Terra-X, um dos principais antagonistas é revelado como o Oliver Queen da Terra. Conhecido como Arqueiro Negro, o personagem é o sucessor de Adolf Hitler como Führer, em um mundo onde os nazistas venceram a Segunda Guerra Mundial e conquistaram o domínio mundial. Ele é casado com Overgirl (Melissa Benoist), a versão Terra-X de Kara Zor-El. Outro arqueiro da Terra-X chamado Arqueiro Negro, dublado por Matthew Mercer, aparece na websérie animada Freedom Fighters: The Ray. 

### Quadrinhos e livros ligados
A versão de Oliver Queen de Arrow apareceu pela primeira vez na história em quadrinhos prequela de 2012 "Arrow #1: Special Edition". A história em quadrinhos foi lançada antes da série ir ao ar e está ligada à primeira temporada da série de TV. A história em quadrinhos foi posteriormente desenvolvida em uma série de quadrinhos digital contínua intitulada Arrow, que durou 36 capítulos entre 2012–13 e contou com várias histórias. No ano seguinte, o personagem apareceu em Arrow: Season 2.5, uma série de quadrinhos quinzenal que preencheu a lacuna entre o final da segunda temporada e o início da terceira.
Em 2015, Oliver apareceu na novel interligado, Arrow: Vengeance, escrito por Oscar Balderrama e Lauren Certo. Em 2016 ele apareceu no romance crossover The Flash: The Haunting of Barry Allen escrito por Susan e Clay Griffith, e em 2017 na conclusão do crossover, Arrow: A Generation of Vipers, pelos mesmos autores. Em 2018 Oliver apareceu no romance associado Arrow: Fatal Legacies, co-autoria de Marc Guggenheim e James R. Tuck, publicado em janeiro de 2018, que preencheu a lacuna entre o final da quinta temporada e a estreia da sexta temporada.

## Interpretação

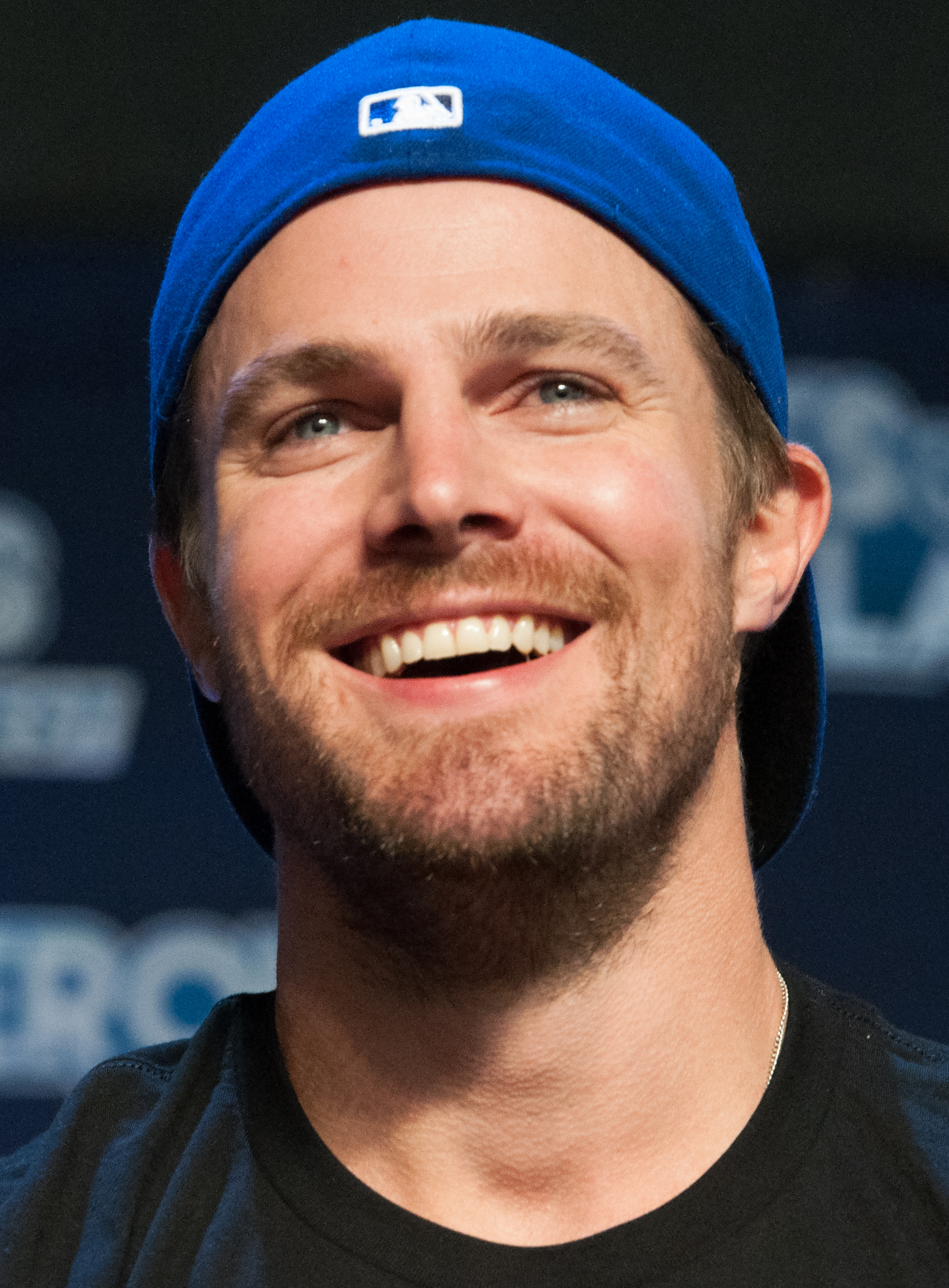
Stephen Amell interpreta Oliver Queen.

Amell foi escalado como Queen em janeiro de 2012, e foi o primeiro ator a fazer um teste para o papel, com Kreisberg dizendo que Amell "acertou o alvo desde o início" e "todos os outros empalideceram em comparação". O produtor Marc Guggenheim expressou que a equipe de criação queria "traçar [seu] próprio curso, [seu] próprio destino" e evitar quaisquer conexões diretas com Smallville, que apresentava seu próprio Oliver Queen / Arqueiro Verde (Justin Hartley), optando pelo elenco um novo ator no papel. Foi também o primeiro roteiro para o qual Amell fez o teste durante a temporada piloto, tendo recebido vários roteiros no início do ano. Para Amell, o apelo de retratar a Rainha era que ele viu vários papéis ligados ao mesmo personagem: "Há Queen, o playboy casual; Queen, o herói ferido; Queen, o taciturno Hamlet; Queen, a amante; Queen, o homem de ação e assim por diante ." O ator, que já estava em forma de Rent-a-Goalie, fez treinamento físico na Tempest Freerunning Academy em Reseda, Los Angeles, Califórnia. Amell também recebeu treinamento de arco e flecha, o que incluiu assistir a um vídeo sobre como o arco e flecha era exibido de maneira imprecisa ou inadequada na televisão e no cinema, antes de aprender os fundamentos do tiro. Amell descreve a manutenção de seu condicionamento físico como o maior desafio físico da série. Amell afirmou que ele tem que "roubar tempo na academia", e passa o tempo no set sendo ativo.

## Desenvolvimento do personagem

### Caracterização
Na primeira temporada, Oliver não tem medo de matar criminosos quando julgar necessário. O diretor do episódio piloto David Nutter acredita que, após o tempo na ilha, Oliver retorna a Starling City com transtorno de estresse pós-traumático (TEPT) e isso contribui para sua vontade de matar. Amell afirmou, "Matar pessoas vai começar a pesar em Oliver. Ele não pode [completar sua missão] sozinho. Ele vai ter que se apoiar em alguém." Amell descreve Oliver como tendo que lutar contra si mesmo na primeira temporada. Identificando Oliver como tendo PTSD, Amell vê o personagem como um "indivíduo danificado" que é uma "bomba-relógio"; Oliver não está apenas fazendo coisas boas, mas caindo ao longo do caminho. Para Amell, a natureza danificada do personagem vai pesar sobre ele ao longo da primeira temporada, porque ele deve esconder seu novo eu de sua família, e se mascarar como o "idiota autorizado" que ele já foi.

### Relacionamentos
Originalmente enquadrado como um 'playboy bilionário', o personagem se envolveu em vários pares românticos ao longo das duas primeiras temporadas da série. No entanto, da terceira temporada em diante, seu principal relacionamento romântico é com a personagem Felicity Smoak, que originalmente estava programada para aparecer em um episódio da primeira temporada, mas se tornou um personagem principal. A dinâmica foi desenvolvida entre o par na segunda temporada, com Stephen Amell afirmando "ela é a mulher no momento que me conhece melhor do que ninguém". Falando à TV Line antes da estreia da terceira temporada, quando questionado se "há ou não um lugar em Arrow para um grande amor", Amell afirmou "Eu acho que Laurel e Sara, para Oliver, eram amores que eram principalmente do passado, de antes do barco. E qualquer outro tipo de relacionamento breve que ele teve foi falho. Felicity claramente, ao longo de mais de duas temporadas, cresceu nesse amor por ele." Falando sobre o desenvolvimento do relacionamento em 2018, ele afirmou que "em nosso show, eram Oliver e Felicity, e seriam eles, não importa o quê". A atriz Emily Bett Rickards, que interpreta Felicity, acredita que ela e Oliver e são almas gêmeas, um sentimento ecoado por Amell. Showrunner e produtora executiva Wendy Mericle descreveu a jornada emocional que Oliver passa durante o crossover do Universo Arrow de 2017, no qual ele e Felicity se casam, como aquele em que ele "explora a questão do amor verdadeiro". Falando sobre o relacionamento na segunda metade da sétima temporada, a showrunner Beth Schwartz comentou: "Eles estão definitivamente no caminho certo. Eles estão de volta, em certo sentido, a ser normais entre si. Não há atrito entre o relacionamento. Eles têm um muitos obstáculos em seu caminho, mas eles serão uma equipe. Isso não os separará. ... Eles serão uma força a ser enfrentada."
Oliver também tem conexões com os outros personagens da série. Amell vê a relação entre Oliver e sua mãe, após seu retorno da ilha, quase como adversária. Para ele, a família Queen tem muitos esqueletos em seus armários, o que os ajudou a acumular riquezas, e seu retorno é uma ameaça a esse modo de vida. O relacionamento de Oliver com sua irmã mais nova Thea muda quando ele retorna da ilha também. Amell observa que Thea admira Oliver antes de ele desaparecer, mas era um Oliver imaturo e um idiota. Quando ele retorna, Thea assumiu esse papel e Oliver tem que reconhecer que seus comportamentos antes impediam sua capacidade de chegar até Thea na primeira temporada.

### Traje

Oliver recebe esta máscara de dominó no episódio "Three Ghosts" da segunda temporada. Os produtores queriam algo que parecesse fazer parte do figurino desde o início.

A abordagem realista para a série incluiu o figurino para o vigilante personagem de Oliver, criado por Colleen Atwood.Segundo Amell, era importante que o traje fosse funcional, e a melhor maneira que ele conheceu para isso foi se ele pudesse vestir o traje sozinho: "Se eu posso vestir sozinho, acho que as pessoas vão gostar e essa foi a nossa ideia. Esse é o nosso mundo."
Na segunda metade da segunda temporada, Oliver substitui sua máscara "pintada" por uma máscara de dominó dada a ele por Barry, semelhante a uma usada pelo personagem nos quadrinhos. A mudança é abordada na tela, com Kreisberg dizendo: "Ele não apenas colocou uma máscara. Na verdade, é um grande ponto da trama em um episódio, e há realmente uma história por trás, não apenas a necessidade da máscara, mas também que o fornece." Ao adicionar a máscara agora, Kreisberg afirmou que," Conceitualmente, era algo que queríamos fazer porque o próprio Oliver está evoluindo como o Arqueiro - de vigilante a herói, mais ou menos de Arqueiro para o Arqueiro verde - e queríamos ver essa progressão em seu traje também. Como Oliver está abraçando a ser um herói, ser um herói significa sair da escuridão e ser mais um símbolo, então ele precisa tomar medidas para esconder mais sua identidade." Ele acrescentou que "permitirá que o Arqueiro interaja com pessoas que não conhecem sua identidade de uma forma muito mais orgânica do que mantê-lo constantemente de cabeça baixa." A figurinista Maya Mani montou cerca de 50 opções de máscara para os produtores. Vários designs lembravam a equipe criativa de algo que Joel Schumacher criaria. Kreisberg disse: "O que há de tão maravilhoso no design que Maya criou é que ele realmente é muito simples e parece que faz parte de sua fantasia desde o início ... assim que finalmente colocamos esta máscara e a colocamos Stephen [Amell], até mesmo Stephen disse, 'Este é o certo.'"
Na quarta temporada, Oliver adquire uma nova fantasia. Desenhado por Mani no final da terceira temporada, o traje originalmente tinha mangas cheias. Após a contribuição do produtor Greg Berlanti e Amell, Mani redesenhou o traje para mostrar os bíceps do personagem e ser mais reflexivo da contraparte dos quadrinhos. De acordo com Mani, “Eu queria que fosse tático, então os ombros são um pouco mais duros [...] Eu também queria que ele pudesse remover uma camada ou estar na camada e ainda ser o Flecha, mas não ter a figo completo."

## Recepção

### Resposta crítica
Andy Greenwald, da Grantland, escreveu que Amell merece "grande parte do crédito" pelo sucesso de Arrow, pois ele traz um humor sutil escondido sob seu "verniz Hollister". Greenwald continua afirmando que o desempenho de Amell como Oliver Queen torna essa pessoa um personagem mais interessante do que o Arqueiro. Ken Tucker, da Entertainment Weekly, reconheceu o alcance de Amell como ator para a estreia da série: "Amell não é um mero cabeça de músculos como ator - ele deixou confusão, desânimo, decepção e determinação transparecerem em seu rosto nos momentos certos, mesmo quando o diálogo tornou-se afetado ou desajeitado." Neil Genzlinger escreveu no The New York Times que Amell era "simplesmente inescrutável o suficiente para realizar a transição do playboy que era antes do naufrágio para o vingador Arqueiro Verde que empunhava seu retorno à civilização". David Wiegand do San Francisco Chronicle chegou a uma conclusão semelhante, afirmando que Amell tem a "habilidade de atuação que o permite ser convincente tanto como o garoto rico resgatado Oliver Queen e como seu alter ego de capuz verde, Arqueiro". Em contraste, Stephen Kelly do The Guardian achou Amell mais "desconfortável e estranho" no papel, o que tornou difícil gostar de seu personagem como um "fodão traumatizado".

### Prêmios e indicações
| Ano  | Prêmio                 | Categoria                                                          | Nomeado(s)                          | Resultado | Ref.   |
| ---- | ---------------------- | ------------------------------------------------------------------ | ----------------------------------- | --------- | ------ |
| 2012 | IGN Awards             | Best TV Hero                                                       | Stephen Amell / Arqueiro            | Indicado  | [ 78 ] |
| 2013 | NewNowNext Awards      | Cause You're Hot                                                   | Stephen Amell                       | Indicado  | [ 79 ] |
| 2013 | Teen Choice Awards     | Choice TV Actor: Fantasy/Sci-Fi                                    | Stephen Amell                       | Indicado  | [ 80 ] |
| 2013 | Teen Choice Awards     | Choice TV Breakout Star                                            | Stephen Amell                       | Indicado  | [ 80 ] |
| 2014 | Constellation Awards   | Best Male Performance in a 2013 Science Fiction Television Episode | Stephen Amell ("The Odyssey")       | Indicado  | [ 81 ] |
| 2014 | IGN Awards             | Best TV Hero                                                       | Stephen Amell / Arqueiro            | 2º Lugar  | [ 82 ] |
| 2014 | Leo Awards             | Lead Performance – Male                                            | Stephen Amell ("Crucible")          | Indicado  | [ 83 ] |
| 2014 | People's Choice Awards | Favorite Sci-Fi/Fantasy TV Actor                                   | Stephen Amell                       | Indicado  | [ 84 ] |
| 2014 | Young Hollywood Awards | Super Superhero                                                    | Stephen Amell                       | Indicado  | [ 85 ] |
| 2015 | MTV Fandom Awards      | Ship Of The Year                                                   | Stephen Amell & Emily Bett Rickards | Venceu    | [ 86 ] |
| 2015 | Teen Choice Awards     | Choice TV Actor: Fantasy/Sci-Fi                                    | Stephen Amell                       | Indicado  | [ 87 ] |
| 2015 | Teen Choice Awards     | Choice TV Liplock                                                  | Stephen Amell & Emily Bett Rickards | Indicado  | [ 87 ] |
| 2016 | MTV Fandom Awards      | Ship Of The Year                                                   | Stephen Amell & Emily Bett Rickards | Venceu    | [ 88 ] |
| 2016 | Teen Choice Awards     | Choice TV: Liplock                                                 | Stephen Amell & Emily Bett Rickards | Indicado  | [ 89 ] |
| 2017 | MTV Movie & TV Awards  | Best Hero                                                          | Stephen Amell                       | Indicado  | [ 90 ] |
| 2017 | Teen Choice Awards     | Choice TV Actor: Action                                            | Stephen Amell                       | Indicado  | [ 91 ] |
| 2018 | Teen Choice Awards     | Choice TV Actor: Action                                            | Stephen Amell                       | Indicado  | [ 92 ] |
| 2018 | Teen Choice Awards     | Choice TV Ship                                                     | Stephen Amell & Emily Bett Rickards | Indicado  | [ 92 ] |
| 2019 | Teen Choice Awards     | Choice TV Actor: Action                                            | Stephen Amell                       | Venceu    | [ 93 ] |

## Em outras mídias
Uma representação do personagem de Amell apareceu em dois produtos de videogame o jogo de 2013, Injustice: Gods Among Us, contém conteúdo para download com um traje opcional para o Arqueiro Verde baseado na aparição de Queen na primeira temporada. Amell fornece sua voz e semelhança com o traje. Lego Batman 3: Beyond Gotham de 2014 apresenta um pacote de conteúdo para download de Arrow que inclui Oliver Queen em sua persona Arqueiro, bem como um nível de bônus definido em Lian Yu no qual Oliver treina com Slade e invade o acampamento de Fyers para destruir um estoque de armas. Amell também expressou o tradicional Arqueiro Verde no jogo. O Arqueiro iria aparecer mais uma vez como um personagem para download em Lego DC Super-Villains como a variante de hérois da TV do Arqueiro Verde em vez de um personagem separado desta vez.